# Amy Holland
Amy Celeste Boersma (nacida el 15 de agosto de 1953), conocida profesionalmente como Amy Holland, es una cantante, autora y compositora estadounidense de pop rock.
La carrera musical de Holland abarca más de 30 años. Recibió una nominación Grammy como mejor nueva artista en 1981, seguido de su álbum debut homónimo que contiene el sencillo «How Do I Survive».

## Comienzos
Amy Celeste Boersma nació en Palisades, Nueva York, en una familia de músicos. Su madre era Esmereldy, cantante de country y su padre era el Harry Boersma, cantante de ópera. Holland es de ascendencia holandesa y cambió su apellido de Boersma a Holland (en homenaje al país de origen de sus ancetros), porque pensó que sería un mejor nombre artístico.
Cuando era adolescente, Holland se mudó a Los Ángeles, California, con la esperanza de hacer una carrera como cantautora. A los 15 años, hizo una audición para Brother Records de los Beach Boys, pero después de que la compañía quebrase, firmó contrato con Capitol Records.

## Carrera musical
El debut del álbum de estudio de Amy Holland, producido por el excantante de los Doobie Brothers, Michael McDonald, fue lanzado en 1980 y contó con el éxito «How do I survive», que alcanzó el puesto n.° 22 en el Billboard Hot 100 de los EE. UU. Su segundo álbum de estudio titulado «On your every word» salió en 1983, con el sencillo «Ain't nothing like the real thing» un dúo con Chris Christian, que alcanzó el puesto n.º 88 en el Billboard Hot 100 y el n.º 21 de la categoría adult contemporary. Ese mismo año colaboró con dos canciones de la banda sonora de la película Scarface . Una de las canciones que Holland grabó para Scarface, «She's on fire», también apareció en el videojuego Grand Theft Auto III . Holland pasó a cantar coros en álbumes de McDonald, además de en álbumes de otros artistas y bandas como First Call .
En 2008, Holland lanzó su tercer álbum de estudio, «The journey to Miracle River», en Chonin Records. Producido por su viejo amigo Bernie Chiaravalle (cantante y guitarrista de McDonald desde 1988), el álbum fue grabado en Nashville durante un período de 8 años. Holland coescribió 10 de las 12 canciones con Chiaravalle junto con otros escritores como John Goodwin, Jon Vezner y McDonald. Otras canciones también fueron escritas por Robben Ford y Chazz Frichtel. Este álbum marcó el regreso de Holland a la industria de la música tras una pausa de varios años en los que formó una familia y lidió con problemas de salud. 
En 2016, lanzó su cuarto álbum de estudio, «Light on my path». El álbum incluye un dueto, «Prove that by me» con Michael McDonald, además de las voces de fondo de David Pack (Ambrosia), Joseph Williams (Toto) y David Crosby.

## Vida personal
Holland se casó con Michael McDonald en 1983. La pareja vive en Santa Bárbara, California, y tienen dos hijos, Dylan y Scarlett.
En 1995, a Holland le diagnosticaron cáncer y, tras muchos años de terapia, ahora goza de buena salud.

## Discografía

### Álbumes de estudio
- «Amy Holland» (Capitolio, 1980) n.º 146 de EE. UU.
- «On your every word» (Capitol, 1983) (reeditado por EMI en 2005)
- «The journey to Miracle River» (Chonin, 2008)
- «Light on my path» (Choni, 2016)

### Sencillos
- «How do I survive?» n.º 22 en EE. UU. y n.º 34 en AC.
- «Ain't nothing like the real thing / You're all I need to get by» (dúo con Chris Christian) n.º 88 en EE. UU. y n.º 21 en AC.
- «Anytime you want me» n.º 110 en EE. UU.
- «Shake me, wake me (When it's over)»
- "(I hang) On your every word»
- «I'll never give up»
- «She's on fire»
- «Turn out the night»
- «Learn to love again" (dueto con Chris Farren)
- «Shootin' for the moon»

## Filmografía

### Bandas sonoras de películas
- Scarface (1983): «Turn out the light» y «She's on fire».
- Night of the comet (1984): «Learn to Love Again» (dueto con Chris Farren)
- Love lives on (1985): «Lullaby» (dueto con David Palmer)
- Teen wolf (1985): «Shootin' for the moon»
- St. Elmo's fire (1985): «For just a moment (canción de amor de St. Elmo's fire)» (dúo con Donny Gerrard)
- Square dance (1987): «Home»
- The lion of Africa (1987): «Nothin' we can do» (dúo con Chris Farren)
- Superagente K9 (1989): «Iko Iko»

### Televisión
- Young Oh! Oh! (1980): «How do I survive?»
- Solid gold (1980): «How do I survive?»
- Auf los Geht's los (1980): «Strengthen my love», «How do I survive?», «Stars».
- Toppop (1980): «How do I survive?», «Stars».
- The Kenny Everett video show (1980): «Strengthen my love», «How do I survive?», «Show me the way home».
- Music fair (1980): «How do I survive?»
- American bandstand (1983): «(I hang) On your every words», «Shake me, wake me (When it's over)».
- One life to live (1994): «All I know» (dueto con Michael McDonald).